# Tướng Quân Áo
Tướng Quân Áo (trước đây gọi là Vịnh Phật Đầu; Vịnh Junk hoặc Tseung Kwan O hoặc Cheung Kwan O) là một khu dân cư ở vùng vịnh Hồng Kông, nằm ở phía đông nam của Quận Đông-Tây của Tân Giới, và cũng có những ngôi làng "Tseung Kwan O" dọc theo bờ biển.
Phía nam là núi Tiêu Cảnh Lĩnh (調景嶺), phía tây nam là kênh Lý Ngư Môn (鯉魚門), phía đông là bán đảo Thanh Thủy Loan, kéo dài về phía đông nam.
Tướng Quân Áo ban đầu có dân cư thưa thớt, chỉ là một cảng cá nhỏ, không được biết đến như khu chợ nhỏ lân cận ban đầu ở Khanh Khẩu (坑口), hiện đang được cải tạo đáng kể, phát triển thành một thị trấn mới ở Tướng Quân Áo và mở rộng thành tên của toàn vùng. Mặc dù thị trấn mới Tướng Quân Áo được ngăn cách với quận Cửu Long bằng một ngọn núi, nhưng nó nằm trong phạm vi của Tân Giới, và một số ít người vẫn nhầm nó với quận Cửu Long.
Sự phát triển của thị trấn mới đã được phê duyệt vào năm 1982, với lượng dân số ban đầu xảy ra vào năm 1988. Tính đến năm 2016, thị trấn này có khoảng 372.000 cư dân. Tổng diện tích phát triển của Tướng Quân Áo bao gồm cả khu công nghiệp vào khoảng 10,05 kilômét, với dân số theo kế hoạch là 445.000. Các khu dân cư chính trong thị trấn mới bao gồm Thủy Lâm (Tsui Lam), Bảo Lâm (Po Lam), Khanh Khẩu, Tseung Kwan O Town Centre, Tiêu Cảnh Lĩnh (còn được biết đến với tên tiếng Anh là Rennie's Mill) và Siu Chik Sha.
Về mặt hành chính, thị trấn mới thuộc về quận Tây Cống ở phía nam Tân Giới, mặc dù nó thường được coi là một phần không chính xác của bán đảo Cửu Long do gần với thành phố, thị trấn giáp với thị trấn đô thị Quán Đường (Kwun Tong) về phía tây.